# Sant Cebrià de Vallalta
Sant Cebrià de Vallalta è un comune spagnolo di 1 951 abitanti situato nella comunità autonoma della Catalogna.